# Rodolfo Enrique Zea
Rodolfo Enrique Zea Navarro (Montería, Córdoba; 1 de septiembre de 1966) es un economista colombiano.
En febrero de 2020 fue designado por el gobierno de Iván Duque (2018-2022) como Ministro de Agricultura de Colombia.

## Biografía
Egresado de la Universidad de los Andes. Cercano al Partido Conservador Colombiano.
Se desempeñó como presidente de la Sociedad Fiduciaria de Desarrollo Agropecuario (Fiduagraria), tiene una especialización en finanzas internacionales y un magíster en dirección de empresas de la Universidad de la Sabana. Zea dirigió la Banca de Desarrollo Territorial (Findeter), aunque antes de llegar a esta posición fue secretario general, vicepresidente financiero y de operaciones y vicepresidente comercial en la misma entidad. También fue gerente del Fondo Mutuo de Inversiones de Findeter (Findahorro). Con experiencia en consecución de recursos en el mercado internacional con banca multilateral, bancos privados a nivel internacional o con emisión de bonos.
Perteneció a las juntas directivas de Vecol, del Fondo Nacional de Garantías (FNG),y la presidente de Corporación colombiana de investigación agropecuaria (AGROSAVIA).

## Familia
Nacido de una familia liberal de Córdoba. Está casado con María Clara Martínez, quien fue la cabeza de la empresa dueña de Baloto entre 2000 y 2018, y es hermana de la directora del Centro Democrático, Nubia Stella Martínez.